# Trillo (Guadalajara)
Trillo este un oraș din Spania, situat în provincia Guadalajara din comunitatea autonomă Castilia-La Mancha. În 2007 avea o populație de 1.731 de locuitori.
1. ↑  Nomenclátor Geográfico de Municipios y Entidades de Población (20240402 edition)